# Business and Pleasure
Business and Pleasure é um filme norte-americano de 1932, do gênero comédia dramática, dirigido por David Butler e Sam Taylor, com roteiro de William Conselman, Guy Bolton e Gene Towne baseado na peça teatral The Plutocrat, de Arthur Goodrich (1930) e no romance Business and Pleasure, de Booth Tarkington (1927).

## Elenco
- Will Rogers como Earl Tinker
- Jetta Goudal como mme. Momora
- Joel McCrea como Lawrence Ogle
- Dorothy Peterson como sra. Tinker
- Oscar Apfel como P.D. Weatheright
- Vernon Dent como Charles Turner
- Boris Karloff como xeique
- Mitchell Lewis como Hadj Ali
- Jed Prouty como Ben Wackstle
- Cyril Ring como Arthur Jones
- Peggy Ross como Olivia Tinker